# Bandeira de Tenerife

Bandeira de Tenerife.

A bandeira de Tenerife é um sautor (ou Cruz de Borgonha) branco sobre um fundo azul. Os braços da cruz são aproximadamente um quinto da largura da bandeira e o fundo é azul marinho (azul marino). Azul representa o mar eo branco da neve que cobre o vulcão Teide no inverno.
Esta bandeira foi pela primeira vez adoptada como bandeira de registo marítimo da província marítima das Ilhas Canárias. Foi adoptada inicialmente em 1845 pela Royal Order e foi adoptada como a bandeira de Tenerife por uma Ordem decratada em 9 Maio 1989, com a ordem a aparecer em Boletín Oficial de Canarias a 22 Maio 1989.
Esta bandeira é igual à da Escócia, à excepção do tom de azul.

## References
- Flags of the Canary Islands.  Retrieved on 2006-10-16.
- Flag of Tenerife from Tenerife Island Council.  Retrieved on 2006-10-16.